# 고릴라 먼순

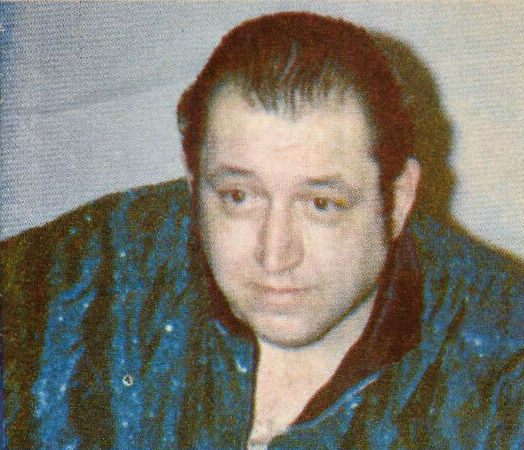
1977년 모습

로버트 제임스 마렐라(영어: Robert James "Gino" Marella, 1937년 6월 4일 ~ 1999년 10월 6일)은 미국의 프로레슬링 선수이다. 고릴라 먼순(Gorilla Monsoon)이라는 이름으로 알려져있다.

## 수상
- IWA 월드 헤비웨이트 챔피언 1회
- WWA 월드 태그팀 챔피언 2회 – 루크 그래햄 (1회), 엘 몬골 (1회)
- WWC 노스 아메리칸 월드 헤비웨이트 챔피언 2회
- WWF 명예의 전당 헌액 (1994년)
- WWWF 유나이티드 스테이츠 태그팀 챔피언 2회 – 킬러 크왈스키 (1회), 빌 와츠 (1회)